# Chela D'Gar
Graciela Elena Seijas De García, más conocida como Chela D'Gar (22 de agosto de 1921 - 16 de julio de 2017), fue una actriz de origen cubano que desarrolló su carrera en Venezuela durante la década de los años 60, 70, 80 y parte de los 90, trabajando mayormente para telenovelas y principalmente con la cadena Venevisión. Su hija es la recordada actriz Adita Riera. Luego de su retiro de los medios artísticos se radicó en Miami, Florida. Chela falleció a los 95 años, el 16 de julio de 2017.

## Filmografía
- 1996 Quirpa de tres mujeres (Serie de TV)
- 1992 Las dos Dianas (Serie de TV)
- 1989 Fabiola (Serie de TV) - María Manuela
- 1988 Niña bonita (Serie de TV) - Eduviges
- 1988 Alba Marina (Serie de TV)
- 1988 Sueño Contigo (Serie de TV) - Felicidad
- 1987 Y la luna también (Serie de TV) - Juliana Vda. De Miranda
- 1986 Los Donatti (Serie de TV)
- 1985 Las amazonas (Serie de TV) - Trina
- 1984 Cangrejo II (cine)
- 1984 Diana Carolina (Serie de TV) - Rosalía
- 1984 Julia (Serie de TV) - Antonia
- 1983 Nacho (Serie de TV)
- 1983 La venganza (Serie de TV) - Gertrudis
- 1982 La bruja (Serie de TV)
- 1982 La heredera (Serie de TV)
- 1981 María Fernanda (Serie de TV) - Concepción
- 1981 Andreína (Serie de TV)
- 1980 Buenos días, Isabel (Serie de TV)
- 1979 Emilia (Serie de TV)
- 1979 Rosángela (telenovela) (Serie de TV)
- 1978 Tres mujeres (Serie de TV)
- 1978 María del Mar (Serie de TV) - Mística
- 1977 Laura y Virginia (Serie de TV) - Gilma Ferrari
- 1976 La Zulianita (Serie de TV) - Migdalia
- 1974 La señorita Elena (Serie de TV) - Amada
- 1974 Mi hermana gemela (Serie de TV)
- 1973 Una muchacha llamada Milagros (Serie de TV) - Gloria
- 1972 María Teresa (Serie de TV) - Amparo
- 1970 Esmeralda (Serie de TV) - Doña Pia
- 1969 Soledad (Serie de TV)
- 1968 Rosario (Serie de TV) - Josefina